# PGC 1632630
LEDA/PGC 1632630 ist eine Galaxie im Sternbild Haar der Berenike am Nordsternhimmel. Sie ist schätzungsweise 1,4 Milliarden Lichtjahre von der Milchstraße entfernt und hat einen Durchmesser von etwa 135.000 Lichtjahren. Vom Sonnensystem aus entfernt sich das Objekt mit einer errechneten Radialgeschwindigkeit von näherungsweise 31.600 Kilometern pro Sekunde.
Im selben Himmelsareal befinden sich unter anderem die Galaxien IC 3683, IC 3692, PGC 1635226, PGC 1638014.